# هیدرید کلسیم
هیدرید کلسیم (به انگلیسی: Calcium hydride) با فرمول شیمیایی CaH۲ یک ترکیب شیمیایی با شناسه پاب‌کم ۱۰۵۰۵۲ است. که جرم مولی آن 42.094 g/mol می‌باشد. شکل ظاهری این ترکیب، پودر خاکستری (نوع خالص بی‌رنگ) است.